# ألان جي. روجرز
ألان جي. روجرز (بالإنجليزية: Alan Greg Rogers)‏ هو عسكري أمريكي، ولد في 21 سبتمبر 1967 في نيويورك في الولايات المتحدة، وتوفي في 27 يناير 2008 في بغداد في العراق.